# Giwat Amal Alef
Giwat Amal Alef (hebr. גבעת עמל א; Wzgórze Pracy Alef) – osiedle mieszkaniowe w Tel Awiwie, znajdujące się na terenie Dzielnicy Czwartej.

## Położenie
Osiedle leży na nadmorskiej równinie Szaron. Jest położone we wschodniej części aglomeracji miejskiej Tel Awiwu, na południe od rzeki Jarkon. Północną granicę osiedla stanowi ulica Pinkas, zachodnią stanowi ulica Arieh Akiva, a południową ulica Ahavat Tsiyon. Za tymi ulicami rozciąga się osiedle Ha-Cafon ha-Chadasz. Granicę wschodnią osiedla stanowi ulica Namir, będąca miejskim odcinkiem drogi ekspresowej nr 2  (Tel Awiw-Netanja-Hajfa). Za tą ulicą znajduje się osiedle Park Cammeret.

## Historia
Pierwotnie w miejscu tym znajdowała się arabska wioska Al-Jammasin al-Gharbi (arab. جمّاسين الغربي), utworzona w XVIII wieku przez Beduinów. W 1945 liczyła ona 1080 mieszkańców. Podczas Wojny domowej w Mandacie Palestyny wioska została otoczona przez osiedla i drogi kontrolowane przez siły żydowskie. Ze względu na trudne warunki życia w tej okrążonej arabskiej enklawie, większość mieszkańców wioski zdecydowała się na jej opuszczenie. 7 stycznia 1948 siły Hagany zmusiły pozostałych do opuszczenia wsi. Wioska została całkowicie opuszczona w dniu 17 marca 1948, kiedy to Hagana zajęła opuszczone domy.
Na terenie zniszczonej arabskiej wioski wybudowano współczesne osiedle mieszkaniowe Bawli, a w 1999 rozpoczęto budowę drapaczy chmur osiedla Giwat Amal Alef.

## Architektura
Obszar osiedla stanowi niewielki obszar we wschodniej części centrum miasta. Znajdują się tutaj trzy drapacze chmur: Tzameret Tower 1, Tzameret Tower 2 i Tzameret Tower 3 (wysokość 123 metrów).

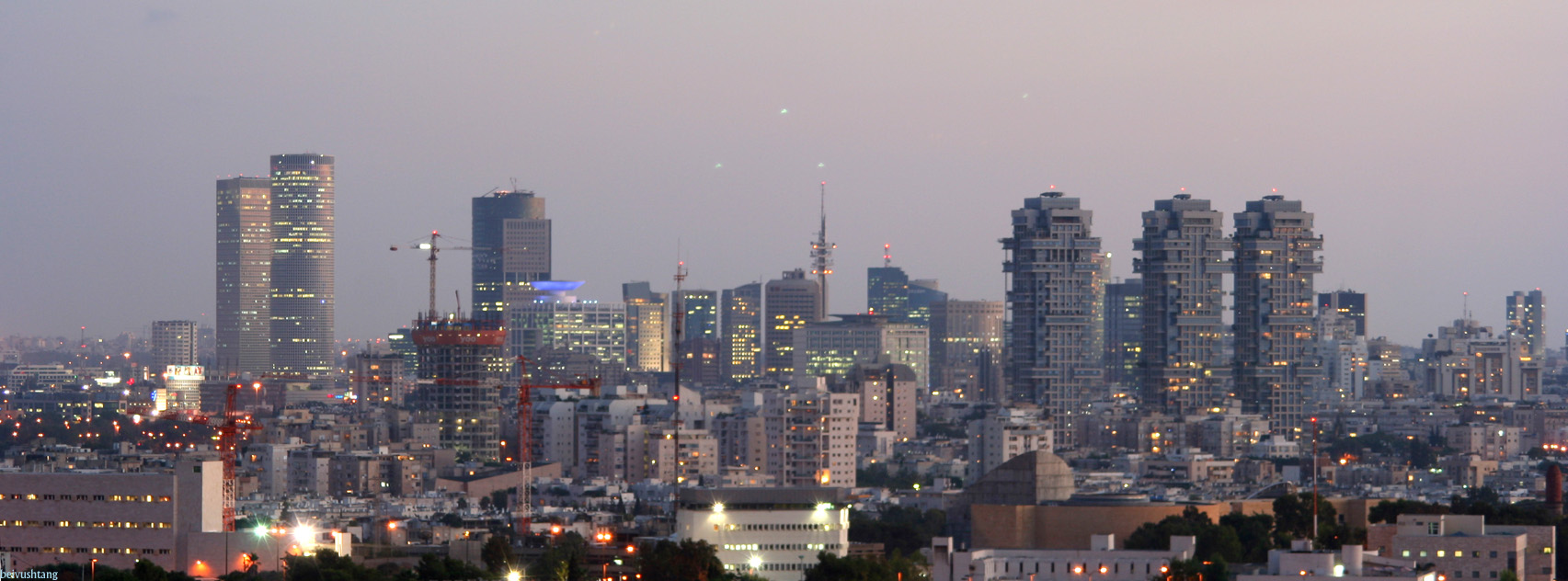
Wieżowce osiedla Giwat Amal Alef widoczne po prawej stronie

## Transport
Przy osiedlu znajduje się skrzyżowanie ulicy Pinkas z Namir, będąca miejskim odcinkiem drogi ekspresowej nr 2  (Tel Awiw-Netanja-Hajfa). Na wschód od niej przebiega autostrada nr 20  (Ayalon Highway).